# 滾弄縣
滾弄縣，缅甸旧县名，原是緬甸撣邦下轄的一個縣，2014年人口58,768人，县治滾弄。

## 区划沿革
滚弄县原下辖滚弄镇区和户板镇区2个镇区。2011年9月，户板镇区划归新设立的户板县。
2014年10月，滚弄县整体并入腊戍县。

## 行政区划
2014年，滚弄县下辖滚弄镇区1个镇区。